# Adelino da Palma Carlos
Adelino Hermitério da Palma Carlos (Faro, 3 mars 1905 - Lisbonne, 25 octobre 1992) est un professeur universitaire, avocat et homme d'État portugais.

## Biographie
Personnalité forte, intelligent, cultivé, possédant une extraordinaire capacité de travail, il est Premier ministre du premier gouvernement provisoire du Portugal après la révolution des Œillets (du 17 mai au 18 juillet 1974). En tant que bâtonnier de l'ordre des avocats, il joue un rôle important dans la consolidation institutionnelle et dans l'internationalisation de cette corporation. Il est d'ailleurs président de l'Union internationale des avocats de 1960 à 1962. Il est grand maître du Grand Orient lusitanien (Grande Oriente Lusitano), principale organisation de la franc-maçonnerie portugaise.